# Penn Hills
Penn Hills is een plaats (census-designated place) in de Amerikaanse staat Pennsylvania, en valt bestuurlijk gezien onder Allegheny County.

## Demografie
Bij de volkstelling in 2000 werd het aantal inwoners vastgesteld op 46.809.

## Geografie
Volgens het United States Census Bureau beslaat de plaats een oppervlakte van
50,0 km², waarvan 49,3 km² land en 0,7 km² water.

## Plaatsen in de nabije omgeving
De onderstaande figuur toont nabijgelegen plaatsen in een straal van 8 km rond Penn Hills.